# دائرة بن سكران
دائرة بن سكران إحدى دوائر ولاية تلمسان عاصمتها بن سكران. وتضم كل من بلديات:
بن سكران
سيدي العبدلي